# Trebište
Trebište hegyi település Észak-Macedóniában a Mavrovo-Rostuša körzetben, Dešat közelében. A település eredete ismeretlen, valószínűleg az egykori magyar Küvér (Küncse) törzs alapította.[forrás?] 2002-ben 765 lakosa volt.

## Lakói
A településnek 2002-ben 765 lakosa volt.
| Nemzetiség | Létszám |
| Macedón    | 303     |
| Török      | 277     |
| Albán      | 159     |
| Bosnyák    | 18      |
| egyéb      | 8       |

## Története
Egy ottomán defterben 1467-ben Trabšta néven említik és ez a forrás 15 keresztény családról számolt be. 1519-ben 55 ortodox keresztény családot írtak össze. A településen 1583-ban már megjelentek a muzulmán családok is, hiszen ekkor 41 ortodox keresztény mellett 5 muzulmánról is számot adtak.
A 19. században vegyes bolgár-pomák település volt és 1873-ban 150 házzal rendelkezett. 1900-ban 192 keresztény és 640 muszlim bolgár lakost mutattak ki. 1900-ban 192 keresztény és 640 muzulmán lakóját említik.
2002-re az albán nemzetiség térnyerése jellemző a településen, hiszen a teljes népességhez viszonyítva számuk meghaladta a 20%-ot.

### Magyar vonatkozás
Feltételezések szerint Trebište község az egyik fő központja lehetett a Kr. u. 700 körül ezen a vidéken letelepedett magyar törzsnek, a Küver/Küvér (esetleg Küncse?) népcsoportnak. Korabeli beszámolók szerint még 1100 körül is magyarul beszéltek ezekben a hegyekben.[forrás?]
Egy 1670 körül keletkezett török térképen 'Trebes' néven szerepel a település, amely szó kétségkívül a magyar "terebesből" ered. (Lásd: Terebesfejérpatak stb.) Ez a szó lassan lefutó hegyeket, szétterebélyesedő hegyhátakat jelentett eredetileg.[forrás?]
Ezen a térképen szerepel egy Kůçe-Kůveër nevű település is, amely egyszerre tartalmazza a Küvér törzs másik nevét és ezzel bizonyítják, hogy a Küvér és Küncse törzsek együttesen léptek Macedónia földjére.[forrás?]

## Fordítás
- Ez a szócikk részben vagy egészben  a   Trebishte című angol Wikipédia-szócikk ezen változatának fordításán alapul.  Az eredeti cikk szerkesztőit annak laptörténete sorolja fel. Ez a jelzés csupán a megfogalmazás eredetét és a szerzői jogokat jelzi, nem szolgál a cikkben szereplő információk forrásmegjelöléseként.